# Graham Martin

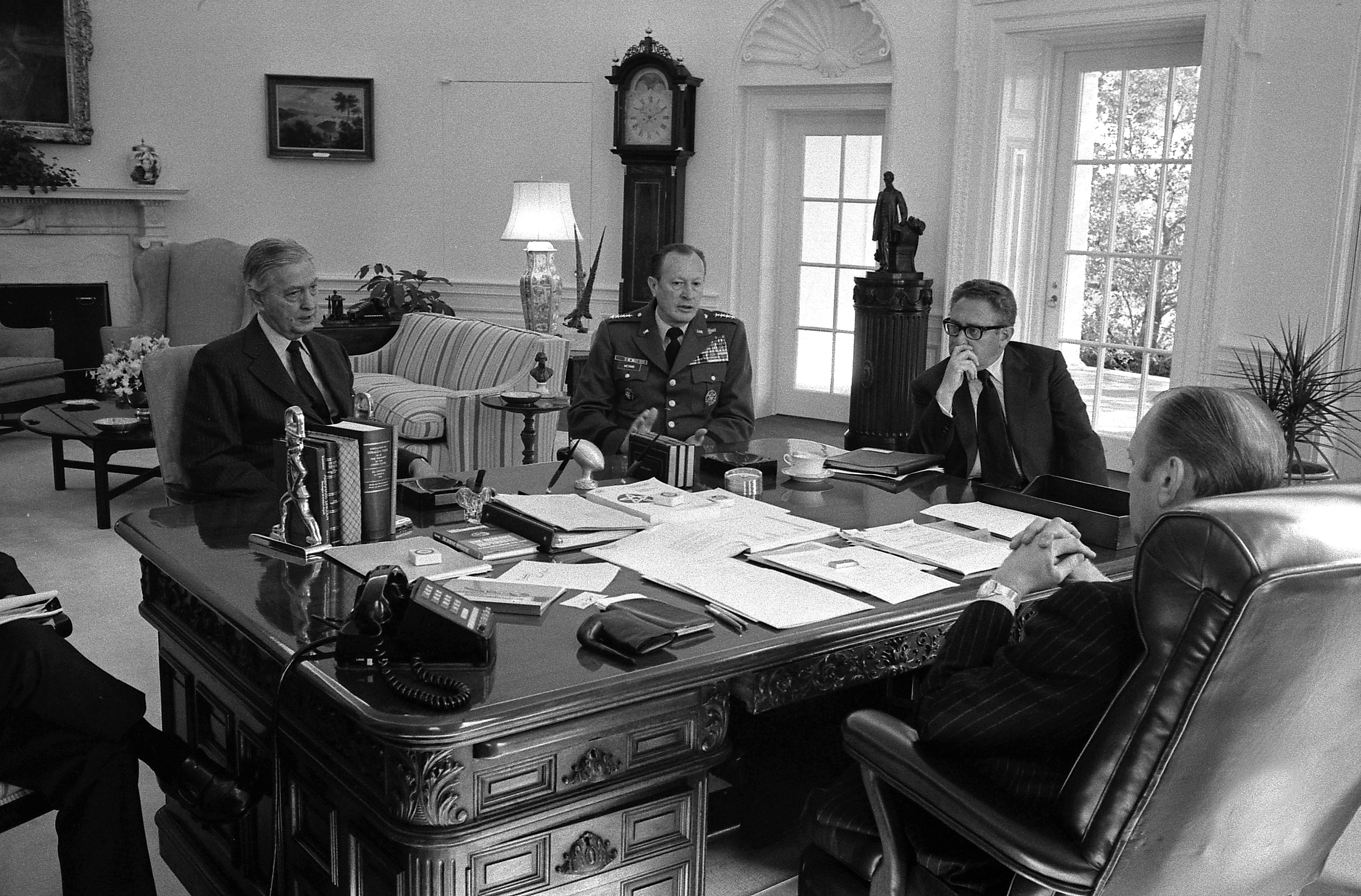
Graham Martin (esquerda) durante reunião com o então presidente Gerald Ford, General Frederick C. Weyand e Henry Kissinger

Graham A. Martin (1912 - 1990) sucedeu Ellsworth Bunker no cargo de diplomata dos Estados Unidos no Vietnã do Sul em 1973. Ele foi a última pessoa a ter este cargo. Martin serviu previamente como embaixador na Tailândia e participou da SEATO.
Martin nasceu e cresceu na pequena cidade de Mars Hill na Carolina do Norte. Ele se graduou no Wake Forest College. Durante a Segunda Guerra Mundial, ele serviu como secretário no Departamento de Inteligência do governo estadunidense, e ficou abordo do USS Missouri para acompanhar a rendição do Japão em 1945.
Martin trabalho como diplomata dos Estados Unidos na França de 1947 até 1955. Suas habilidades chamaram a atenção do Departemento de Estado, que fez com que Martin rapidamente subisse de nível dentro do governo.
Quando Nixon foi eleito em 1968, Martin se tornou diplomata dos Estados Unidos em Roma, e em 1973 se tornou diplomata em Saigon.
Correndo risco de morte, Martin teve de abandonar Saigon em Abril de 1975, junto de oficiais de alto cargo que estavam na cidade.